# IV. Félix pápa
IV. Szent Félix (latinul: Felix), (? – 530. szeptember 22.) volt az 54. egyházi vezető a keresztény történelemben 526. július 12-től haláláig. Elődje uralkodásakor a világi és egyházi vezetők ellentétbe kerültek egymással, és ez IV. Félix pontifikátusán is érződött. Azonban végül egyházát sikerült megszilárdítani.

## Élete
Egy Castorius nevű ember gyermeke, aki Samniumban született. A papi hivatást választotta, és szülővárosának érseke lett még Hormiszdasz pápa uralkodásának idején. Amikor I. János pápa Nagy Theodorik király akaratával ellenkezve nem simította el a bizánci ariánusok ügyét, a király házi őrizetbe vétette Jánost. Az öreg, beteges pápa idegösszeomlást kapott és meghalt; a következő pápaválasztáson a megfélemlített rómaiak Theodorik jelöltjét választották meg. Így 526. július 13-án IV. Félix néven új pápa foglalhatta el Szent Péter trónját. A király nem választott rosszul, ugyanis Félix hamarosan bebizonyította, hogy ő nem Theodorik bábja, viszont jó kapcsolatai vannak a világi uralkodóréteggel, és ezt maximálisan ki is tudja aknázni saját hasznára. 526. augusztus 30-án meghalt Nagy Theodorik, Itália és a keleti gótok uralkodója. A trónon unokája, Athalari követte, de mivel még kisded volt, helyette anyja, Amalasuintha uralkodott. Az új világi hatalom szintén jó viszonyban volt a keresztény egyházzal.
János pontifikátusa alatt lépett hatályba az a régi szabály, hogy minden olyan vád, amelyet egy laikus emel egy egyházi ember ellen a pápa vagy egy általa kinevezett papi testület jogkörébe tartozik. A törvény megszegéséért tíz font súlyú aranyat kellett bírságként fizetni az egyház részére, amelyet azután a szegények között osztottak szét. Amalasuintha két épületet ajándékozott IV. Félixnek a Forum Romanumon. Az egyik Maxentius császár gyermekének, Romulusnak a temploma volt, amelyhez kapcsolódott a Templum sacrae urbis, vagyis a római földhivatal. Ezeket Félix átalakíttatta, és így ez lett az első keresztény templom a Forumon. A Szent Kozma és Damján-templom maradványai, köztük egy híres mozaik, még mindig láthatóak Rómában. 

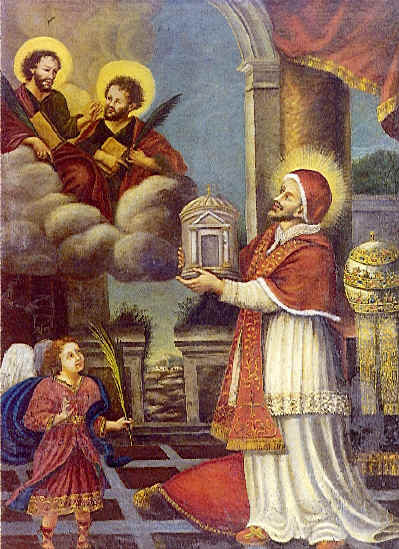
III. (IV.) Féix pápa ajándékot ad át két szentnek

A kegyelem természetéről és hatásosságáról szóló viták pontifikátusa alatt ismét kiújultak Gallia déli részén. Félix Caesarius arles-i püspök megfogalmazását támogatta a szemipelagianus elveket valló Faustus riez-i püspökkel szemben. A pápa levelet, úgynevezett Capitulákat küldött ezen részek vallási vezetőinek, amelyek a Szentírásnak és az egyházatyák (elsősorban a Szent Ágoston) műveinek a kegyelemről és a szabad akaratról szóló részeit tartalmazták. 529-ben zsinatot hívott össze Orange városába. Ezen a gyűlésen megvitatták a szemipelagianusok nézetét, és kánonként hirdették ki a Capitulákat.
530-ban Félix súlyosan megbetegedett, és egyre nyugtalanabbul szemlélte a város két politikai táborát. A klérus jelentős része és a római laikusok is vagy a gót uralkodókat támogatták vagy a bizánci császárt. Mivel Félix félt attól, hogy utódlása komoly harcokhoz vezethet a két párt között, halála előtt fődiakónusát, Bonifácot jelölte meg utódjául a pallium átadásával. 530 szeptember 22-én a pallium átadása után nem sokkal meghalt. Szentként tisztelik, ünnepét január 30-án vagy szeptember 22-én tartják.

## Művei
- Documenta Catholica Omnia (latin nyelven). (Hozzáférés: 2011. december 6.)